# Balibo
Balibo (Balibo Vila, Balibó) ist ein osttimoresischer Ort im Suco Balibo Vila (Verwaltungsamt Balibo, Gemeinde Bobonaro). Er liegt in einer Meereshöhe von 548 m und ist der Hauptort des Verwaltungsamtes.

## Ortsname
„Baliboo“ ist das Tetum-Wort für „Reiher“. Die Ergänzung „Vila“ bedeutet auf Tetum „Dorf“ und auf Portugiesisch „Kleinstadt“, wird aber nicht durchweg verwendet. In der indonesischen Besatzungszeit wurde „Vila“ durch die Bezeichnung „Kota“ ersetzt, für „Stadt“ auf Bahasa Indonesia.

## Geographie
Balibo liegt etwa 10 km von der indonesischen Grenze entfernt im äußerten Nordwesten des Landes auf einer Meereshöhe von 548 m. Es befindet sich in einem kleinen Tal, das von Kalksteinfelsen begrenzt ist. Das gesamte Gebiet ist landwirtschaftlich kultiviert.
Das Ortszentrum befindet sich in der Aldeia Balibo Vila. Hier thront die 400 Jahre alte, portugiesische Festung auf einem Hügel. In ihr befinden sich eine Pousada und das Veteranenmuseum. Südöstlich steht an der Zufahrt zur Festung das ehemalige indonesische Integrationsdenkmal (indonesisch Integrasi monument'). Es stellt einen timoresischen Bauern dar, der die Fesseln der portugiesischen Kolonialherrschaft zerreißt und eine Flagge hält. Die früher indonesische Flagge wurde inzwischen mit einer osttimoresischen Flagge übermalt und man deutet den Mann nun als Liurai. Das Denkmal steht in der Mitte des Dorfplatzes, umgeben vom Markt, einem heiligen Baum und dem Haus der Balibo Five, in dem ein Museum zum Gedenken der ermordeten Journalisten und ein Café eingerichtet ist. Südlich der Festung liegen eine Grundschule, die Polizeistation und das Hospital von Balibo. Der Ortsteil Fatukuak schließt sich südöstlich an das Zentrum von Balibo an, auf beiden Seiten flankiert von Sendeantennen der Telemor und Telkomcel.
Nach Osten hin liegt in der Aldeia Amandato der Ortsteil Aube mit dem Sitz des Sucos und der Prä-Sekundarschule. Nördlich der Festung befinden sich in der Aldeia Atara die Ortsteile Airae und Atara. Der Ortsteil Misi befindet sich an der Straße nach Batugade und dehnt sich über die Aldeias Balibo Vila, Atara und Fatululik aus. Hier stehen die Kirche Santo António und die zweite Grundschule Balibos. Zu Fatululik gehört auch der Ortsteil Fatululit (Halitaluk), südwestlich des Ortszentrums.
Um den Ort Balibo herum gibt es mehrere Höhlen. Duanele ist die größte Höhle in Balibo und für Besucher zugänglich. Die Höhle von Gruta Morutau wird als heilig angesehen und darf nur von wenigen Dorfältesten besucht werden. Hier befindet sich ein Marienschrein an dem zu Ostern eine Messe abgehalten wird.

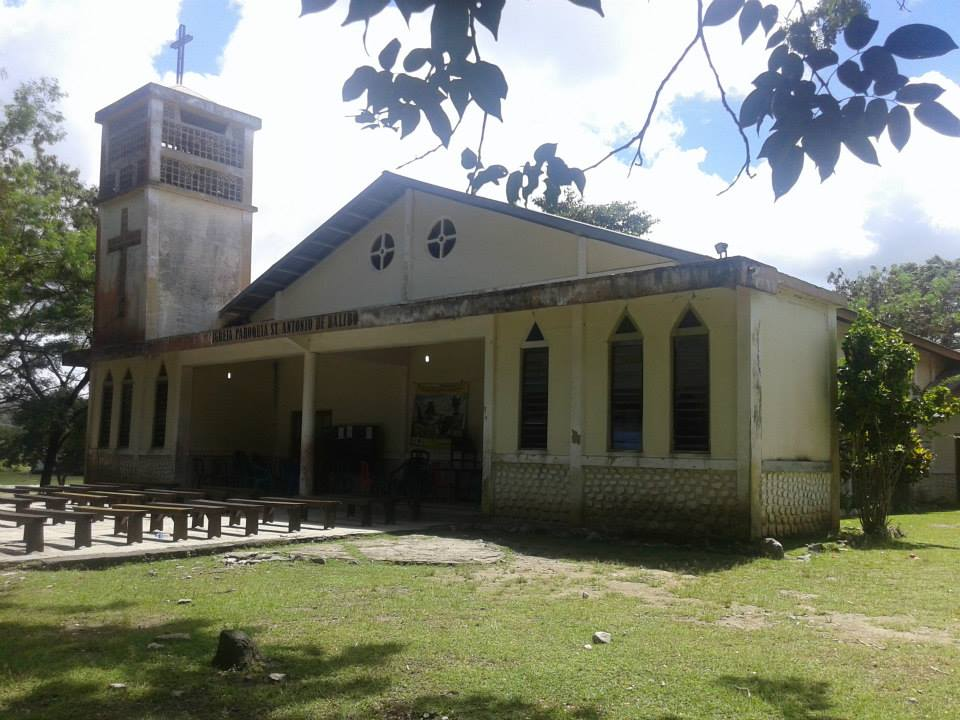
Kirche Santo António
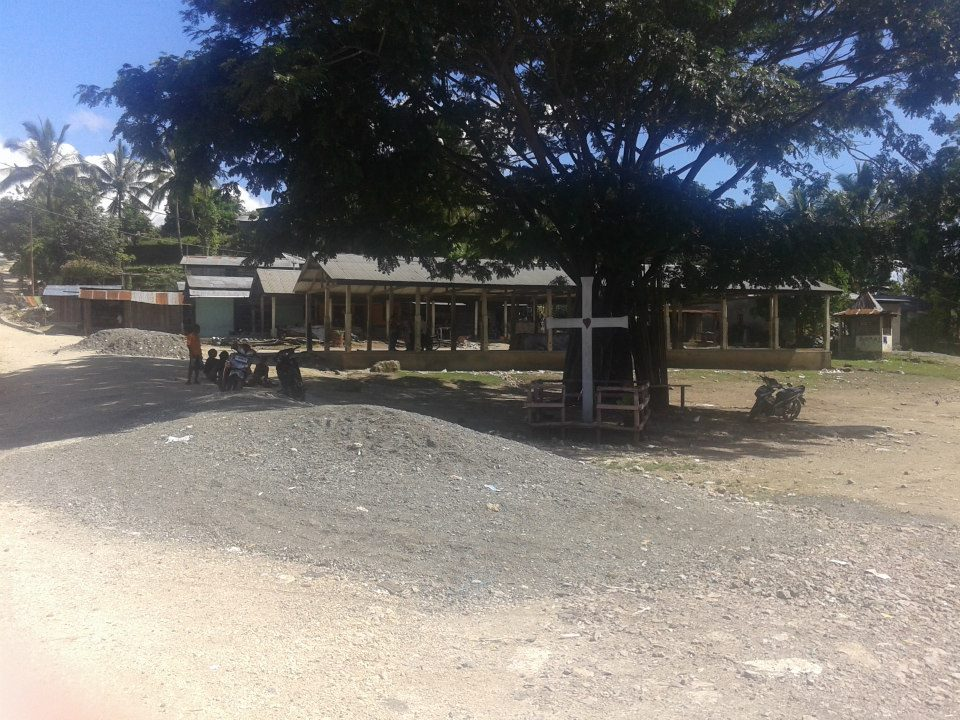
Am Marktplatz von Balibo
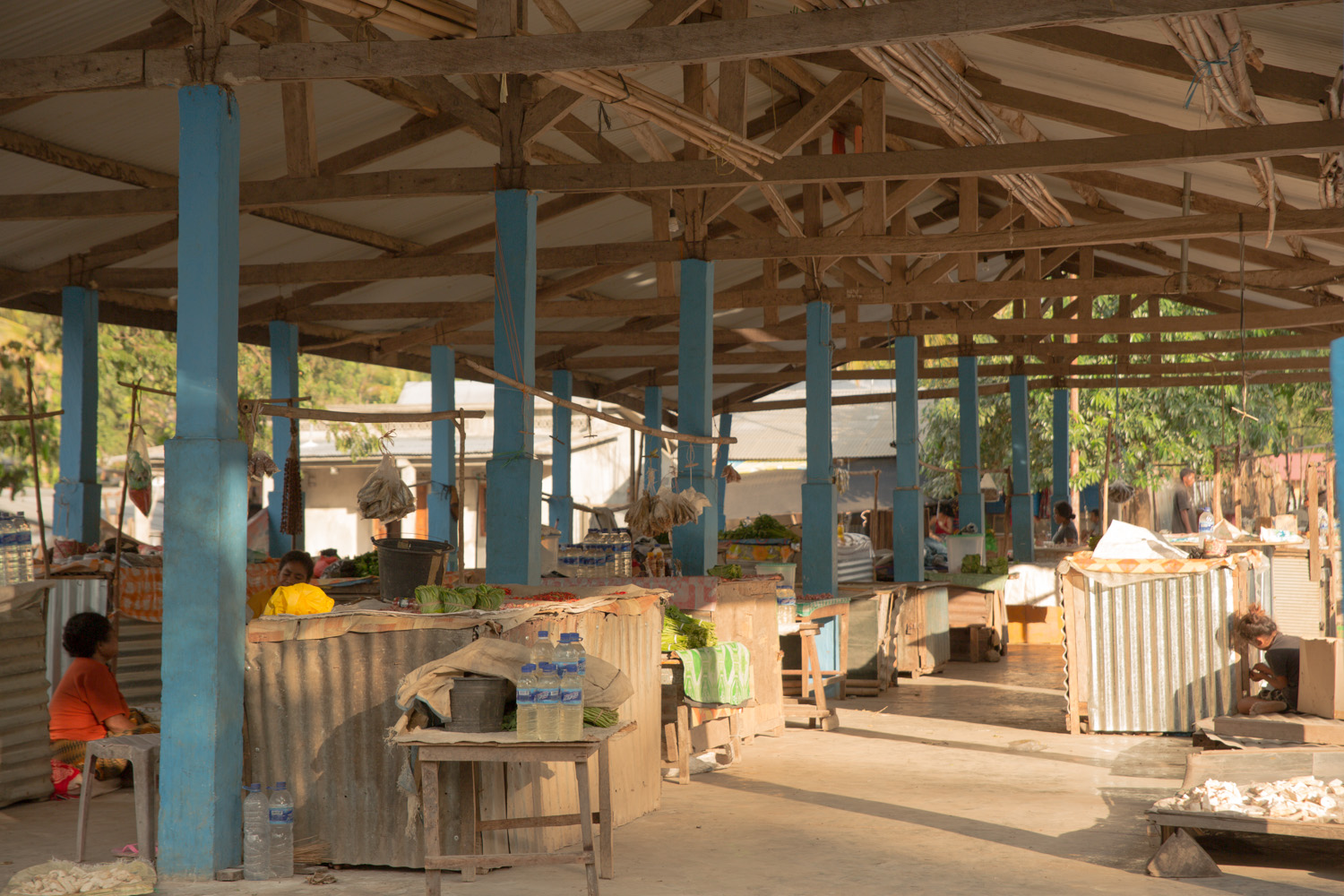
Der Markt
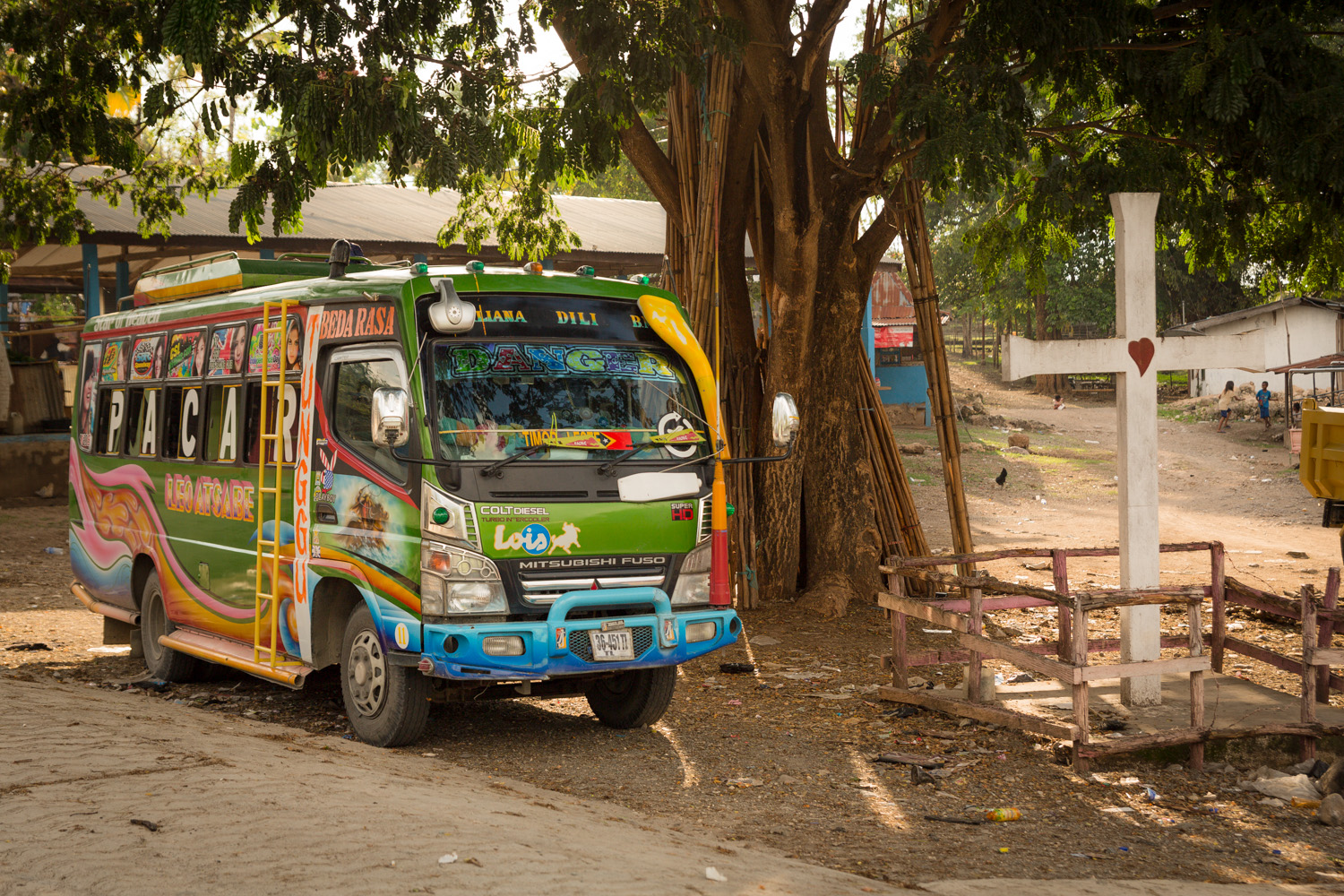
Ein Mikrolet am Heiligen Baum vor dem Markt
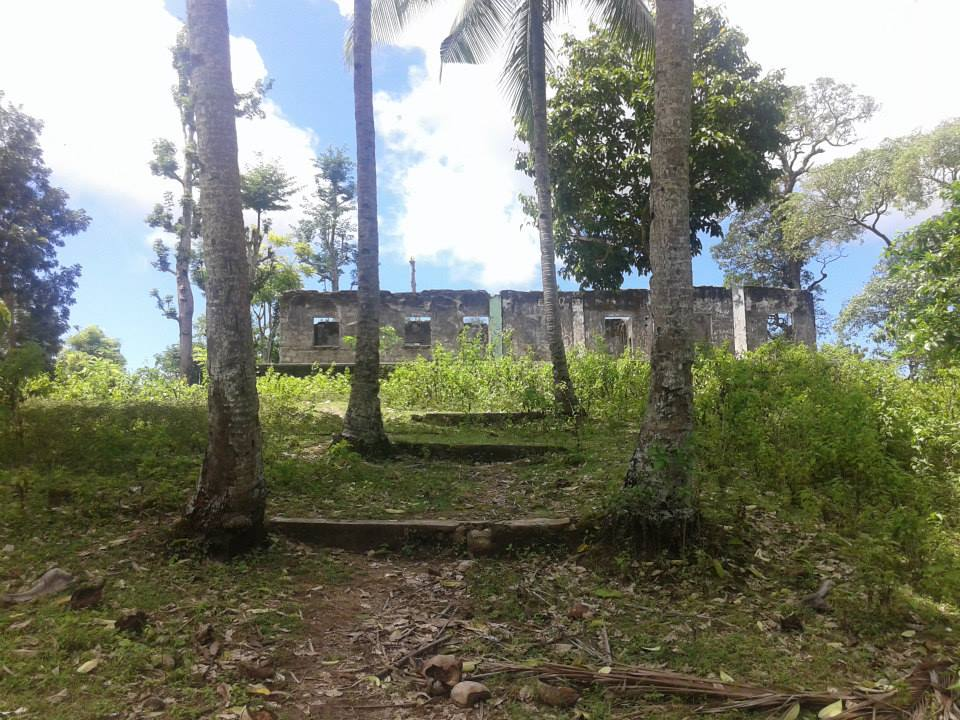
Ruinen der portugiesischen Garnison, südöstlich vom Dorfplatz

## Geschichte

### Kolonialzeit
Balibo war früher ein Reich, das von einem Liurai regiert wurde. Im 17. Jahrhundert bauten die Portugiesen eine Festung in Balibo. Bis zum Ende der Kolonialzeit 1975 war die Festung von Balibo ein Verwaltungssitz und Militärposten der Kavalleriegruppe Fronteira.
1865 vereinigte sich Balibo mit dem Tetum-Reich von Cowa im Kampf gegen die Portugiesen. 1868 begann von Batugade aus eine Offensive gegen Cowa und Balibo. 1871 kapitulierte Dona Maria Michaelia Doutel da Costa, die Königin von Balibo. Sie traf, wie vereinbart, am 29. Mai in Batugade mit Gouverneur João Clímaco de Carvalho zusammen. Am 1. Juni unterzeichnete Dona Maria die ihr vorgelegten Vereinbarungen, die eine Unterwerfung Balibos als Vasallen Portugals bedeuteten.

Portugiesische Kolonialzeit
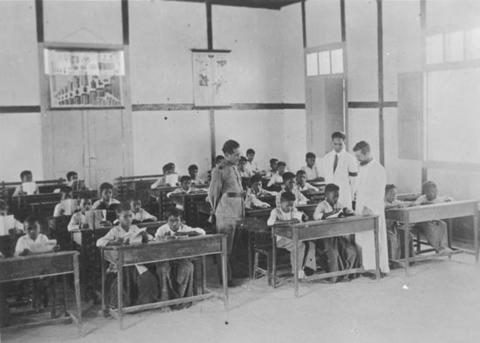
Schule in Balibo in den 1930er-Jahren
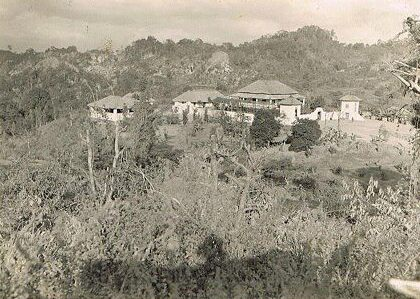
Militärposten von Balibo in den 1930er-Jahren
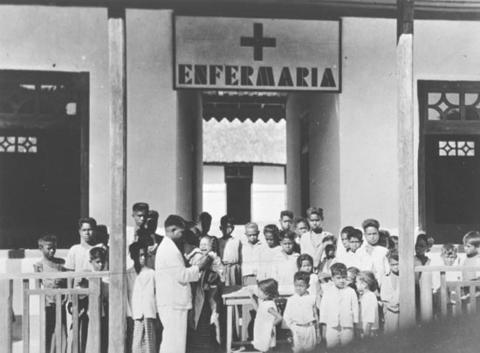
Krankenstation (Enfermaria) von Balibo in den 1930er-Jahren
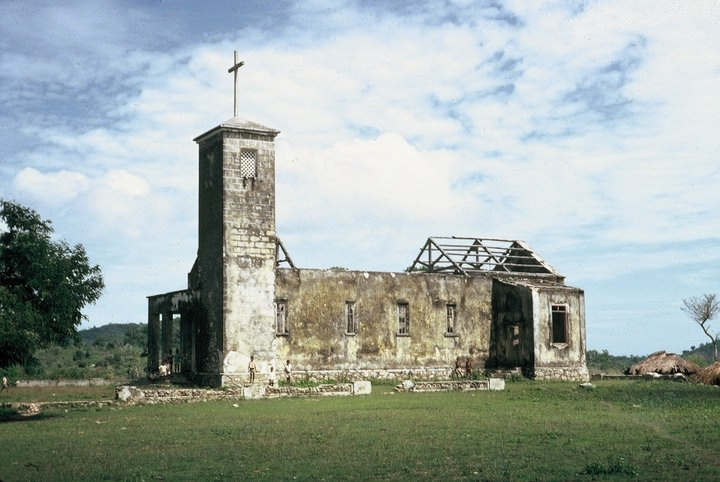
Ruine der im Zweiten Weltkrieg zerstörten Kirche von Balibo (1970)
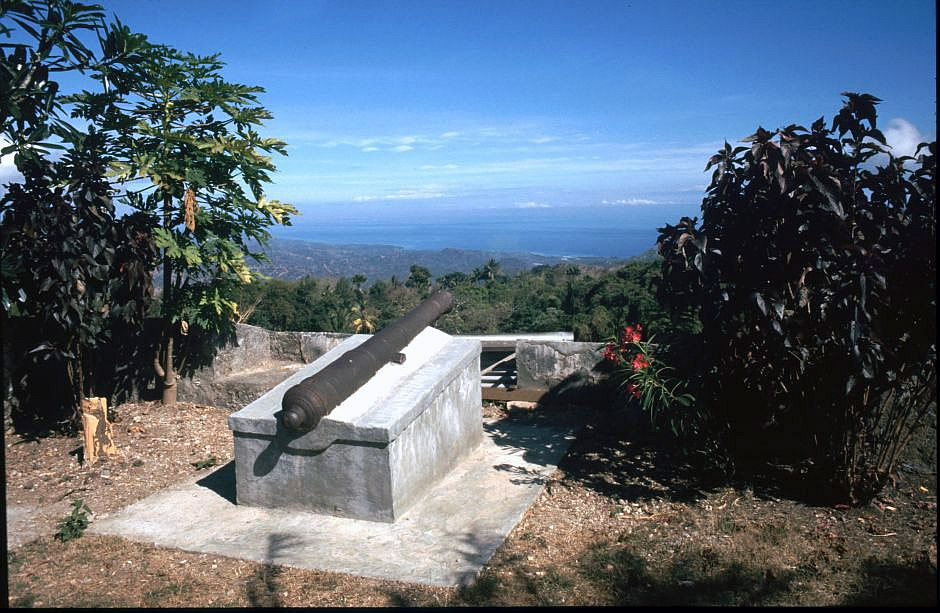
Fort von Balibo

### Indonesische Besatzung
Anfang Oktober 1975 begann Indonesien in der Operation Flamboyan mit der Besetzung der Grenzgebiete Portugiesisch-Timor. Am 16. Oktober fiel der Ort Balibo nach mehreren Gefechten. Dabei wurden fünf ausländische Fernsehjournalisten, die sogenannten Balibo Five, durch indonesische Soldaten ermordet. Man wollte Zeugen der Infiltration beseitigen.
Bei der Gewaltwelle im Umfeld des Unabhängigkeitsreferendum in Osttimor 1999 wurden, nach Schätzungen von Human Rights Watch, etwa 70 % vom Ort Balibo durch pro-indonesische Milizen zerstört. Internationale Hilfsorganisationen leisteten beim Wiederaufbau des Ortes Hilfe, so beim Schulwohnheim für Schüler aus abgelegenen Ortschaften, das vollkommen zerstört war.

### Balibo nach der Besatzung

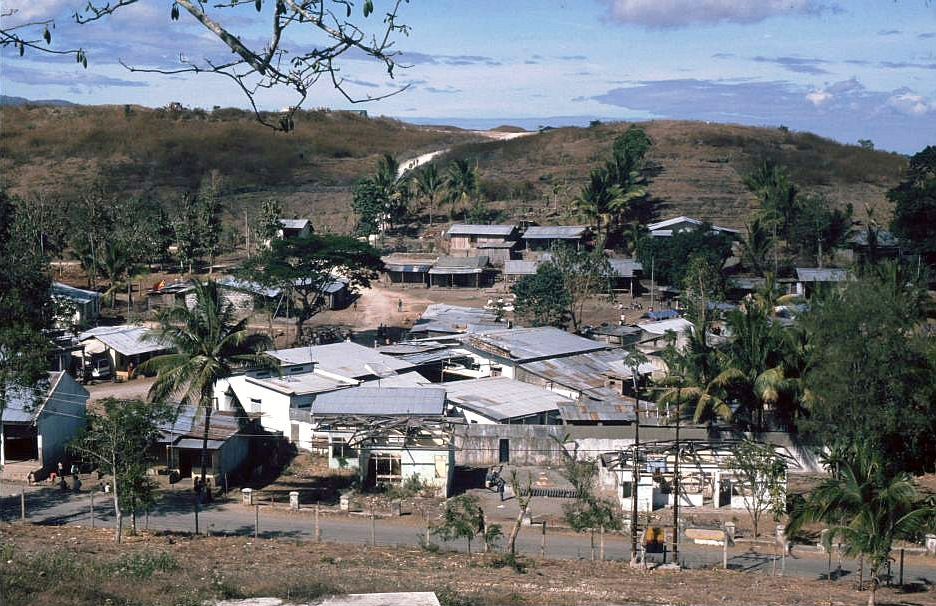
Blick auf Balibo (2003)

Während der INTERFET-Mission (International Force for East Timor) wurde die Festung nach dem indonesischen Abzug 1999 von 1000 Mann der UN-Truppen als Stützpunkt benutzt. Im selben Jahr gab Kylie Minogue im Rahmen ihrer Tour of Duty series of concerts hier ein Konzert für die UN-Angehörigen.

## Persönlichkeiten
- Jape Kong Su (1924–2022), Geschäftsmann
- José da Silva Tavares (* 1960), indonesischer Diplomat
- Maria Natércia Gusmão Pereira (* 1968), Politikerin

## Filmographie
- Balibo (Spielfilm)